# Lophotyna albosignata
Lophotyna albosignata är en fjärilsart som beskrevs av Moore 1881. Lophotyna albosignata ingår i släktet Lophotyna och familjen nattflyn. Inga underarter finns listade i Catalogue of Life.